# Andrew Whittaker
Andrew Whittaker (* 1960 in Leamington, Großbritannien) ist ein britischer Ornithologe, Bioakustiker und Naturschützer, der vornehmlich in Brasilien arbeitet.

## Leben
Whittakers Faszination für die Vogelwelt wurde im Alter von sieben Jahren durch seinen Vater geweckt, der selbst ein leidenschaftlicher Vogelbeobachter war. Im Alter von elf Jahren begleitete er den Ornithologen Clive Minton (* 1934) auf mehrere Exkursionen und erlernte bei ihm die Vogelberingung. Seine erste Arbeit als leitender Vogelberinger hatte Whittaker 1982 in Israel. Es folgten Engagements auf der Vogelwarte Sandwich Bay in Kent, auf Borneo, auf der Vogelwarte Long Point in Kanada sowie auf der Vogelwarte Fair Isle in Schottland. 1987 ging er als Freiwilliger für ein dreijähriges Gemeinschaftsprojekt des WWF mit der Smithsonian Institution nach Manaus in Brasilien. Im zweiten Jahr wurde er Projektleiter bei der Beringung von Regenwaldvögeln. Ab 1993 veranstaltete er für das US-amerikanische Ökotourismus-Unternehmen Victor Emanuel Nature Tours Vogelbeobachtungstouren. 1995 gründete er sein eigenes Unternehmen Brazil Birding Tours. Neben seinen Touren in Brasilien bereiste er Südamerika, die Antarktis, Mittelamerika und Europa. Zu seinen Kunden zählten auch Prominente, darunter Prince Philip, Duke of Edinburgh, Al Gore, Tom Hayden und der Journalist Tom Brokaw. Im Jahr 2000 stand er David Attenborough als wissenschaftlicher Berater für die Fernsehserie Das Leben der Vögel zur Seite. Neben der Beringung arbeitet Whittaker als Bioakustiker. Über 900 Stunden von Vogelstimmen sind in der British Library of Natural Sounds in London archiviert, die Whittaker in Brasilien aufgezeichnet hatte. Im Jahr 2008 veröffentlichte das National Institute for Amazonian Research vier von Whittakers CDs unter dem Titel Voices of Brazilian Amazon. 2012 erschien eine zweite Auflage. 2010 erschien eine DVD mit Gesängen, Rufen und Photos von 1051 brasilianischen Vogelarten beim Verlag Avis Brasilis. 2001 beschrieb Whittaker in Zusammenarbeit mit Kevin Zimmer den Chapadatyrann unter dem Namen Suiriri islerorum, der heute als Juniorsynonym für das Taxon Suiriri affinis gilt, das bereits 1856 von Karl Hermann Konrad Burmeister beschrieben wurde. 1997 entdeckte Whittaker während Vogelstimmenaufzeichnungen eine neue Falkenart, die er 2003 als Mintonwaldfalke (Micrastur mintoni) erstbeschrieb. 2013 verfasste er gemeinsam mit Steven Leon Hilty und David Ascanio die wissenschaftliche Erstbeschreibung zum Orinokocanastero (Thripophaga amacurensis), eine Art die erst 2004 entdeckt wurde. Daneben konnte Whittaker das Vorkommen von 19 Vogelarten dokumentieren, die zuvor in Brasilien nicht nachgewiesen wurden.
Ferner gelang Whittaker die Wiederentdeckung von drei verschollen geglaubten Vogelarten, darunter der Rotkopf-Faulvogel (Nonnula amaurocephala) (kein Nachweis zwischen 1936 und 1992), der Pelzelntodityrann (Hemitriccus inornatus) (kein Nachweis zwischen 1831 und 1992) und die Weißschwanzbekarde (Tityra leucura) (kein Nachweis zwischen 1829 und 2007). Letzteres Taxon wurde eine Zeit lang als fast ausgewachsene abnorme Hybride zwischen den Schwarzkappenbekarde-Unterarten Tityra inquisitor albitorques und Tityra inquisitor pelzelni angesehen, jedoch 2024 vom International Ornithological Congress erneut als Art anerkannt.

## Dedikationsnamen
2007 entdeckte Whittaker im Floresta Nacional do Tapajós im Bundesstaat Pará eine neue Vogelart aus der Familie der Ameisenpittas (Grallariidae), die von seinen Kollegen Lincoln Silva Carneiro, Luiz Pedreira Gonzaga, Péricles S. Rêgo, Iracilda Sampaio, Horacio Schneider und Alexandre Aleixo im Jahr 2012 als Alta-Floresta-Brillenameisenpitta (Hylopezus whittakeri) erstbeschrieben wurde.